# Wiktor Walerianowitsch Bunak
Wiktor Walerianowitsch Bunak (russisch Виктор Валерианович Бунак; * 10. Septemberjul. / 22. September 1891greg. in Moskau; † 11. April 1979 ebenda) war ein sowjetischer Anthropologe und Hochschullehrer.

## Leben
Bunaks Vater war Beamter der Moskauer Stadtverwaltung. Nach dem Besuch des 2. Moskauer Gymnasiums bis 1908 begann Bunak das Studium an der Universität Moskau (MGU) in der naturwissenschaftlichen Abteilung, das er 1912 mit einem Diplom 1. Klasse abschloss.
Der Leiter des Lehrstuhls für Geographie und Anthropologie Dmitri Nikolajewitsch Anutschin gewann Bunak für die weitere wissenschaftliche Arbeit und verschaffte ihm eine Stelle als außerplanmäßigen Assistenten am Museum für Anthropologie der MGU. 1918 nach der Oktoberrevolution legte Bunak das Magisterexamen ab und wurde zum Privatdozenten ernannt. 1919 gründete er zusammen mit Anutschin den Lehrstuhl für Anthropologie der MGU.
Von 1920 bis 1929 leitete Bunak die Eugenik-Abteilung des Instituts für experimentelle Biologie. Er initiierte die Gründung des Zentralbüros für Anthropometrie und leitete es dann. Mit anderen gründete er die Russische Eugenische Gesellschaft und wurde ihr Sekretär sowie Redakteur des Russischen Eugenischen Journals. 1922 führten die Bemühungen Anutschins und Bunaks zur Gründung des Forschungsinstituts für Anthropologie an der MGU. Nach dem Tod Anutschins 1923 wurde Bunak Direktor dieses Forschungsinstituts sowie Dozent und Leiter des Lehrstuhls für Anthropologie der MGU. 1925 folgte die Ernennung zum Professor auf dem Lehrstuhl für Anthropologie und Anthropometrie.
Bunak beschäftigte sich mit den Fragen der Entstehung des Menschen, der Rassenforschung und Humangenetik. Ein Schwerpunkt war die Theorie des Sprach- und Intelligenzursprungs. Er führte neue Methoden der anthropologischen Forschung und der Anthropometrie ein. Er leitete Arbeiten zur Festlegung von Standards für die Herstellung von Kleidung und Schuhen. Er entwickelte 1932 die erste anthropologische Klassifizierung der ostslawischen Völker.
1948 wurde Bunak seiner Ämter enthoben und nach Leningrad geschickt, wo er als Laborant ohne das Veröffentlichungsrecht in der Anthropologie-Abteilung der Leningrader Filiale des Instituts für Ethnographie der Akademie der Wissenschaften der UdSSR (AN-SSSR) arbeitete. 1955 konnte er nach Moskau in die Anthropologie-Abteilung des Instituts für Ethnographie der AN-SSSR zurückkehren. Er leitete die russische anthropologische Expedition des Instituts zur Untersuchung der mehr als 100 Gruppen der großrussischen Bevölkerung in den Jahren 1955–1959.
Bunak war verheiratet mit der Künstlerin Olga Fjodorowna Amossowa-Bunak.

## Ehrungen
- Leninorden[1]
- Verdienter Wissenschaftler der RSFSR[1]